# Spanyol mondattan
Ez a szócikk a spanyol nyelv mondattanát (spanyolul Sintaxis, f.) kívánja bemutatni a teljesség igénye nélkül. Általánosságban szólva, a mondattan azon törvényszerűségek és szabályok összessége, amelyek a szavak egymáshoz való kapcsolását írják le abból a célból, hogy azok képesek legyenek különböző gondolatok kifejezésére, vagyis mondatok (oraciones) alkotására. A mondattan és az alaktan között szoros összefüggések és átfedések vannak, ezért a szócikkben szükségszerűen utalunk alaktani kérdésekre is.

## Az egyszerű mondatok(Oraciones simples)

### A szórend
A spanyol szórend viszonylag szabad (például a franciáéhoz vagy a germán nyelvekéhez képest), azonban a latinénál – a hiányos névszóragozás miatt – kötöttebb. Bizonyos szófajok (például a hangsúlytalan személyes névmások) helye és sorrendje szigorúan meghatározott, amelytől eltérni nem lehet.

#### A természetes szórend
A spanyol ún. SVO-nyelv, amely azt jelenti, hogy az egyszerűbb mondatok természetes szórendje általában az alany–állítmány–tárgy sorrendet követi (a többi mondatrész sorrendje viszonylag szabad):
- Pedro compró una casa. ’Péter vett egy házat’.
- Ayer leí un libro interesante. ’Tegnap olvastam egy érdekes könyvet’.
- Hemos visto una buena película en la tele hoy. ’Láttunk egy jó filmet a tévében ma.’

Tárgy nélküli mondatokban a szórend gyakran az állítmány–alany sorrendet követi, bár nem ritka – főleg a hivatalos stílusban – tárgyas mondatok esetében sem:
- Salió un perró del jardín. ’Kijött egy kutya a kertből.’
- Muere un joven apuñalado en Leganés. ’Meghal egy fiatalember késszúrás következtében Leganésban.’
- Gana Paola Espinosa oro en Inglaterra. (Mexikó) ’Paola Espinosa aranyat nyer Angliában.’

A sorrend megfordítása itt topikalizációs jellegű:
- Un perro salió del jardín. ’Egy kutya kijött a kertből.’ (De érthető fókuszosan is: ’Egy kutya jött ki a kertből.’)
- Un joven muere… ’Egy fiatalember meghal…’ (De érthető fókuszosan is: ’Egy fiatalember hal meg…’)

A fenti példákon túl, hosszabb mondatok esetében természetesen el lehet térni ettől a szórendtől a mondat egyes elemeinek kihangsúlyozására.

#### A természetes szórendtől való eltérés
A retorikában és az írott nyelvben, főként irodalmi művekben gyakori természetes szórend felborítása (ennek neve spanyolul hipérbaton, -os). Célja elsősorban a mondat adott elemének kihangsúlyozása, illetve a költészetben sokszor a rím megléte miatt alkalmazzák. Ezen kívül gyakran használták a középkori spanyol irodalomban a latin szórend utánzására, mivel az „előkelőbbnek” számított.
- La reunión mañana será. (Rendes szórend: La reunión será mañana.) ’A találkozó holnap lesz.’
- Mi casa, a unos pasos queda. (Rendes szórend: Mi casa queda a unos pasos.) ’A házam néhány lépésre van innen.’

#### A szórend és a kiemelés (fókusz)
Az előzőekben láthattuk, hogy a semleges egyenes szórend a spanyolban SVO (alany–állítmány–tárgy), de megengedetett a VSO (állítmány–alany–tárgy) is. Lehetőség van azonban – akárcsak a magyarban – a mondat egy-egy elemének, azaz fókuszának kihangsúlyozására az egyenes szórend megváltoztatása révén. Ezt példázzák az alábbi mondatok:
- Manzanas compró Pedro (y no peras). ’Almát vásárolt Péter (és nem körtét).’
- A Juan le regaló María un libro (y no a Pedro). ’Jánosnak ajándékozott Mária egy könyvet (és nem Péternek).’
- Sobre la mesa puso María el libro (y no sobre el piano). ’Az asztalra tette Mária a könyvet (és nem a zongorára).’
- Sólo con Juan habló María en la fiesta (con nadie más). ’Csak Jánossal beszélt Mária a bulin (senki mással).’
- Manzanas dijo María que compró Pedro. ’Almát mondott Mária, hogy vásárolt Péter.’
- Me aseguran que manzanas dijo María que compró Pedro. ’Biztosítanak arról, hogy almát mondott Mária, hogy vásárolt Péter.’
- Estoy segura de que la manzana, a Eva se la dio Adán. ’Biztos vagyok benne, hogy az almát Évának Ádám adta.’
- Su propio auto deberá asegurar cada taxista. ’A saját autóját kell majd minden taxisnak biztosítania.’

A kiemelést előrehelyezett fókusszal meg kell különböztetni attól az esettől, amikor nincs fókusz, vagyis a szórendváltoztatás nem kiemelés jellegű: az utóbbi esetben a tárgyesetű névmás használata kötelező.
- El diario compró Pedro. ’A napilapot vásárolta Péter.’ (kiemelés előrehelyezett fókusszal)
- El diario lo compró Pedro. ’A napilapot Péter vásárolta.’ (előrehelyezett tárgy fókusz nélkül)

### Egyes szófajok helye a mondatban

#### A főnév és a melléknév
A melléknév a spanyolban állhat a főnév előtt és mögött is. Általánosságban, a melléknév a jelzett főnevet megelőzi, ha nincs lényeges, új információtartalma, csupán magyarázó jellegű; a jelzett főnevet követi, ha arra nézve fontos tulajdonságot, új információt állapít meg, tehát kijelölő, behatároló jellegű:
- Esta es una nueva casa. ’Ez egy új ház.’ [ismert tény, hogy új]
- Esta es una casa nueva. ’Ez egy új ház.’ [lényeges információ, hogy a ház új]

Bizonyos melléknevek esetében eltérő jelentéssel bírhat, ha a főnév előtt vagy mögött állnak. Ilyenek például a gyakran használt grande és pobre melléknevek is:
- Mi amigo es un gran hombre. ’A barátom (egy) nagyszerű ember.’
- Mi amigo es un hombre grande. ’A barátom (egy) nagydarab ember.’
- Esa pobre muchacha está enferma. ’Az a szegény lány beteg.’ [’szegény’ átvitt értelemben: mert beteg]
- Esa muchacha pobre está enferma. ’Az a szegény lány beteg.’ [’szegény’ konkrét értelemben: mert nincs pénze]

Ha a melléknév hosszabb (több szótagból áll), mint a jelzett főnév, akkor általában mögötte áll:
- Aquella es una casa deshabilitada. ’Az ott egy lakatlan ház.’
- Él es un chico asustadizo. ’Ő egy ijedős fiú.’

A népnevek és az országnévből származó melléknevek szintén a jelzett főnév mögött állnak:
- Tiene una amiga francesa. ’Van egy francia barátnője.’
- El pueblo chino es el más numeroso de la Tierra. ’A kínai nép a Föld legnépesebbike.’

#### A személyes névmások
Akárcsak a magyarban, az alanyesetű személyes névmás kitétele a spanyolban sem kötelező, mivel az állítmány – az igeragozás révén – egyértelműen meghatározza az alany személyét és számát. A tárgy- és részes esetű, valamint a „visszaható” névmások, vagyis együttesen: a hangsúlytalan személyes névmások (pronombres personales átonos) helye viszont az igéhez képest az alábbi szigorú sorrendet követi:
- gerundio/infinitivo/imperativo+[se][te/os][me/nos][lo(s)/la(s)/le(s)] vagy
- [se] [te/os] [me/nos] [lo(s)/la(s)/le(s)] verbo conjugado

Amint látható tehát, a sorrendet nem a névmások funkciója, hanem az alakja határozza meg. Bár a harmadik személyek kivételével a névmások a három nyelvtani funkcióban (tárgyas, részes, visszaható) azonos alakúak, ez nem okoz zavart a mondattani funkcióik elkülönítésében. Példák a személyes névmások együttes használatára a mondatban:
- Se me olvidó llamarte. ’Elfeledkeztem róla, hogy felhívjalak.’ [ige: olvidársele]
- ¡Mándamelo esta noche! ’Küldd el nekem ma este!’
- ¡Que no te me caigas corriendo! ’Nehogy elessél nekem futás közben.’ [ige: caerse]

Amennyiben a részeshatározó vagy a tárgy megelőzi az állítmányt, a részes, illetve tárgyesetű névmás használata az ige előtt kötelező (ez biztosítja a szórend viszonylagos szabadságát):
- Preparé el desayuno a mi esposa. ’Elkészítettem a reggelit a feleségemnek.’
- A mi esposa le preparé el desayuno. ’A feleségemnek elkészítettem a reggelit.’ [szó szerint: „A feleségemnek neki elkészítettem a reggelit.”]
- El desayuno se lo preparé a mi esposa. ’A reggelit elkészítettem a feleségemnek.’ [szó szerint: „A reggelit neki azt elkészítettem a feleségemnek.”]
- Compré mi disco favorito. ’Megvásároltam a kedvenc lemezem.’
- Mi disco favorito lo compré. ’A kedvenc lemezem megvásároltam.’ [szó szerint: „A kedvenc lemezem azt megvásároltam.”]

A részes névmás használata abban az esetben, amikor a részeshatározó nem előzi meg az állítmányt, nem kötelező, de a beszélt nyelvben elterjedt:
- (Le) preparé el desayuno a mi esposa.
- (Les) conté un chiste a mis amigos. ’Meséltem egy viccet a barátaimnak.’

Bizonyos igék kivételt képeznek a fenti szabály alól. Ilyenek az ún. verbos de afección, vagyis a valamilyen benyomást (tetszést, véleményt stb.) kifejező igék, amelyek esetében a sorrendtől függetlenül a részes névmás használata kötelező:
- ¿Le gustan a tu hermana los bombones?
- ¿A tu hermana le gustan los bombones? ’A lánytestvéred szereti a bombont?’

Latin-Amerikában gyakori, hogy a részes névmás egyes számú alakját használják akkor is, amikor a részeshatározói mondatrész többes számú főnévre vonatkozik. Ebben az esetben a változatlan alakú le inkább egy igei részes „determináns” szerepét tölti be, amely például az olasz ne szócskához hasonlítható:
- Dile a tus amigos que vengan. ’Mondd meg a barátaidnak, hogy jöjjenek.’
- ¿Qué le está enseñando a los alumnos? ’Mit tanít a tanulóknak?’

Ha a tárgy a rendes szórendet követi, vagyis nem előzi meg az állítmányt, a tárgyas névmás használata tájszólási jellegű, a művelt nyelvben kerülendő:
- (*La) quiero la leche. ’Szeretem a tejet.’
- (*Lo) tengo ese libro. ’Megvan nekem az a könyv.’

Egyetlen esetben használják így a tárgyas személyes névmást, méghozzá a todo, todos, todas határozatlan névmásokkal:
- Lo tengo todo. ’Megvan mindenem.’
- Los conozco a todos. ’Ismerek mindenkit.’
- ¿Leíste todos estos libros? – Sí, los leí todos. ’Olvastad mindegyik könyvet ezek közül? – Igen, olvastam mindegyiket’

Amennyiben a mondat tárgya nyomatékosító–kiemelő jelleggel előzi meg az állítmányt, a tárgyas névmás nem használatos:
- Este libro lo quiero. ’Ezt a könyvet szeretem.’
- ¡Este libro quiero! ’Ezt a könyvet szeretném!’

Az elöljárós esetű hangsúlyos személyes névmások (pronombres personales tónicos) használatakor a hangsúlytalan névmás használata kötelező, függetlenül attól, hogy megelőzik-e az állítmányt, vagy sem. Mivel a hangsúlytalan személyes névmás az igével már önmagában kifejezi a mondanivalót, ezért a hangsúlyos személyes névmás használata nyomatékosító–kiemelő jellegű:
- Te quiero. ’Szeretlek (téged).’
- A ti te quiero. ’Téged szeretlek.’
- Te quiero a ti. ’Téged szeretlek.’ [csak téged, nem mást]

#### A tárgy
A mondat tárgya (complemento directo vagy objeto) a természetes szórend szerint az állítmányt követi, de megelőzheti azt (a tárgyas névmás szükségszerű használatával):
- Compré una casa. ’Vettem egy házat.’
- Una casa compré. ’Egy házat vettem.’
- Compré aquella casa. ’Megvettem azt a házat.’
- Aquella casa la compré. ’Azt a házat megvettem.’
- Aquella casa compré. ’Azt a házat vettem meg.’ [nem mást] (→fókusz)

#### A részeshatározó
A részeshatározó (complemento indirecto) a tárgyhoz hasonlóan a mondatban bárhol állhat; ha az állítmányt megelőzi, a le részes névmás használata kötelező, ellenkező esetben opcionális:
- Mi madre (le) preparó la cena a mi hermano. ’Az anyám elkészítette a vacsorát a testvéremnek.’
- A mi hermano, mi madre le preparó la cena. ’A testvéremnek az anyám elkészítette a vacsorát.’
- Mi madre, a mi hermano le preparó la cena. ’Az anyám a testvéremnek elkészítette a vacsorát.’
- Mi madre (le) preparó a mi hermano la cena. ’Az anyám elkészítette a testvéremnek a vacsorát.’

## Összetett mondatok(Oraciones compuestas)
Az összetett mondatok több egyszerű mondatból – tagmondatból – állnak, amelyeket kötőszóval kapcsolnak össze. Az összetett mondatok két fő típusa a mellérendelő és az alárendelő összetett mondat.

### Mellérendelő összetett mondatok(Oraciones compuestas coordinadas)
A mellérendelő összetett mondat tagmondatai egyenrangúak, egymástól nyelvtanilag nem függenek, s önmagukban (önálló mondatokként) is értelmesek. A mellérendelő összetett mondat leggyakoribb kötőszói:
- y ’és’: Pedro llegó a casa y se fue al concierto. ’Péter hazajött, és elment a koncertre.’
- pero ’de’: Se sentía mal, pero no fue al médico. ’Rosszul érezte magát, de nem ment orvoshoz.’
- aunque ’(ha)bár’: Quiero comprar un nuevo coche, aunque ahora no tengo dinero. ’Szeretnék venni egy új autót, bár most nincs pénzem.’
- porque ’mert’: No lo he hecho, porque no tenía tiempo. ’(Azért) nem csináltam meg, mert nem volt időm.’
- pues ’hiszen’: Pídeselo a Juan, pues él lo tiene. ’Kérd el Jánostól, hiszen neki megvan.’
- ya que ’mivel’: No puedo mandártelo, ya que no tengo permiso. ’Nem tudom elküldeni neked, mivel nincs rá engedélyem.’ stb.

### Alárendelő összetett mondatok(Oraciones compuestas subordinadas)
Az alárendelő összetett mondatban az egyik tagmondat a másikkal nyelvtanilag függő viszonyban van. A függő tagmondatot mellékmondatnak (oración subordinada), a fő mondanivalót tartalmazót pedig főmondatnak (oración principal) nevezzük. A két tagmondat közötti alárendelő viszony típusától függően megkülönböztethetünk alanyi, tárgyas, határozói, jelzői stb. alárendelő mondatokat. Az alárendelő összetett mondatot a mellérendelővel ellentétben nem lehet önálló mondatokra bontani:
- Pedro quiere que te vayas con él. ’Péter azt akarja, hogy menj el vele.’ [mit akar?] (tárgyas alárendelő mondat)
- No lo hagas hasta que no te diga. ’Ne csináld, amíg nem mondom.’ [meddig?] (határozói alárendelő mondat)
- No es oro todo lo que reluce. ’Nem minden arany, ami fénylik.’ [mi?] (alanyi alárendelő mondat)

#### Aconsecutio temporum
Az alárendelő összetett mondatok fontos jellemzője az ún. consecutio temporum, vagyis a főmondatban és a mellékmondatban szereplő igeidők egyeztetése. Míg a magyarban az időegyeztetés relatív (vagyis a mellékmondatban szereplő igeidő a főmondat által meghatározott idősíkhoz viszonyítva értelmezendő), addig az indoeurópai nyelvekben, így a spanyolban is, abszolút időegyeztetést használnak. Ez azt jelenti, hogy a mellékmondatban szereplő ige nem lehet előbbi idősíkban, mint a főmondat állítmánya. Vagyis például ha a főmondat állítmányában múlt idő áll, a mellékmondat is legfeljebb múlt idő vagy – a jelenre vagy a jövőre utalás esetén – feltételes igeidő lehet. A consecutio temporum főleg a „függő beszéd” típusú alárendelő mondatokban lényeges:
- Estoy bien. ’Jól vagyok.’ → Pedro dijo que estaba bien. ’Péter azt mondta, hogy jól van.’ (szó szerint: „…hogy [akkor] jól volt.”).
- ¿Cuántos años tienes? ’Hány éves vagy?’ → Me preguntaron cuántos años tenía. ’Azt kérdezték tőlem, hány éves vagyok.’ (szó szerint: „…hány éves voltam [éppen].”).
- Si hace buen tiempo, iremos de excursión. ’Ha jó idő van, elmenyünk kirándulni.’ → Mi mamá dijo que si hiciera buen tiempo, iríamos de excursión. ’A mamám azt mondta, hogy ha jó idő van, elmegyünk kirándulni’ (szó szerint: „…ha jó idő lenne, [majd] elmennénk kirándulni.”).

#### Az „én vagyok (mi vagyunk), aki (akik)…” szerkezet
Mondattani szempontból külön figyelmet érdemelnek a spanyolban az „én vagyok [az], aki…” vagy hasonló jelentésű főmondattal bevezetett összetett mondatok. Míg a magyarban ebben az esetben a mellékmondat állítmánya (szabályosan) harmadik személyben áll, addig a spanyolban egyes számban megengedett (és a beszélt nyelvben egyúttal jellemzőbb is), többes számban pedig kötelező érvényű, hogy a mellékmondat állítmánya a főmondat igéjével egyezzen:
- Yo soy el único que puede hacerlo. ’Én vagyok az egyetlen, aki meg tudja csinálni.’ (szó szerint: „…aki meg tudom csinálni”).
- Somos nosotros los que organizamos el viaje. ’Mi vagyunk azok, akik szervezték az utazást.’ (szó szerint: „…akik szerveztük…”).

## A „van” kifejezése(ser, estar, haber, tener)
A spanyolban a magyartól és angoltól eltérően a „van” kifejezésére a szövegkörnyezettől függően többféle igét használnak az alábbi szempontok alapján:
- állandó (anyagi természetű) tulajdonság, vagy átmeneti állapot, elhelyezkedés kifejezése;
- a létezés tényének kifejezése;
- birtoklás, valamihez vagy valakihez tartozás kifejezése.

### Aserés azestar
Alapból meglévő vagy annak vélt (inherens, állandó, maradandó) tulajdonság, anyagjellemző, foglalkozás, mesterség, származás, valamint az idő, dátum kifejezésére a ser létige használatos.
- Ella es bella. ’Ő szép.’ (=egy szép nő).
- El cielo es azul. ’Az ég kék.’
- Nosotros somos alumnos. ’Mi tanulók vagyunk.’
- José es español, pero María es de México. ’József spanyol, de Mária Mexikóból való.’
- Son las tres de la tarde. ’Délután három óra van.’
- Hoy es sábado, 25 de octubre. ’Ma szombat van, október 25-e.’
- ¿Dónde será el concierto? ’Hol lesz a koncert?’

Amennyiben az adott jellemző egy cselekvés, folyamat vagy változás eredménye, tehát nem inherens, hanem szerzett tulajdonság, átmeneti állapot, helyzet vagy elhelyezkedés, akkor azt az estar igével fejezik ki.
- ¿Cómo están? ’Hogy vannak/vagytok?’
- Estoy enferma. ’Beteg vagyok.’ (=most éppen)
- ¿Dónde está el hipermercado? ’Hol van a hipermarket?’
- Laura estuvo muy bella ayer. ’Laura nagyon szép volt tegnap.’

Bizonyos esetekben azonban nem dönthető el elsőre egyértelműen a fenti két szempont alapján, hogy a két ige közül melyik használatos. Ilyenkor maga a szövegkörnyezet, illetve a jelző a meghatározó:
- La cena que comimos estaba deliciosa. ’A vacsora, amit ettünk, finom volt.’ – Itt látszólag állandó tulajdonság szerepel, de mivel az a bizonyos étel, „amit ettünk”, egy folyamat eredményeképpen jött létre (tehát „elkészítették”), az estar ige használatos. Ha azonban azt mondjuk, hogy La comida de este restaurante es deliciosa (’Ennek az étteremnek az étele finom’), akkor itt általános, állandónak vélt sajátosságról van szó, tehát a ser igével fejezzük ki.
- El libro está compuesto de tres volúmenes. ’A könyv három kötetből áll’. – Ez szintén állandó tulajdonságnak tűnik elsőre (hiszen nem csak „átmenetileg” áll három kötetből a könyv), mégis az estar igét kell használni, mivel a könyv szintén egy folyamat eredményeképppen jött létre, vagyis „három kötetből készítették el”. Amikor viszont azt mondjuk, hogy Es un libro compuesto de tres volúmenes, akkor itt a magára a könyvre utalunk, mint alapfogalom, ezért a ser használatos.
- Soy feliz. ’Boldog vagyok.’ – Ebben az esetben a tulajdonság állandónak vélt („én egy boldog ember vagyok”).
- Estoy feliz. ’Boldog vagyok.’ – Itt a ’boldog’ egy pillanatnyi (átmeneti) állapotot jelöl („most éppen valamiért boldog vagyok”).

### A létezés kifejezése(haber)
Annak a puszta ténynek a kifejezésére, hogy „valami/valaki (valahol, valamikor) van/létezik”, egy harmadik igét, az habert használják, amely ebben a funkcióban személytelen ige, vagyis csak egyes szám harmadik személyben használatos (a kijelentő mód jelen idejében az hay alakban), még akkor is, ha az alany többes számú:
- Tres personas hay dentro. ’Három ember van bent.’
- Ayer hubo un accidente. ’Tegnap volt egy baleset.’
- Aquí no hay nada. ’Itt nincs semmi.’
- ¿Hay alguien aquí? ’Van itt valaki?’

Fontos továbbá megjegyezni, hogy ebben a jelentésben az haber alaktanilag tárgyesetet vonz, tehát a mondat jelentésbeli és mondattani alanya valójában tárgy. Ez a jellegzetesség a latinból öröklődött, és onnan látható be leginkább, hogy a mondattani alany helyettesítésére a személyes névmás tárgyesetét használják:
- Hubo un accidente ’Volt egy baleset’ → Lo hubo. ’Az volt.’
- ¿Hay personas dentro? ’Vannak emberek bent?’ → No las hay. ’Azok nincsenek.’

### A birtoklás kifejezése(tener)
Míg a magyarban a birtoklást, valamihez/valakihez tartozást szintén a létigével és a részes névmással fejezzük ki, addig spanyolban erre megintcsak külön igét használnak: ez a tener, amelynek eredeti jelentése latinul ’fogni, tartani’.
- Tiene un gato y un perro. ’Van egy macskája és egy kutyája’ (szó szerint: „Birtokol egy macskát és egy kutyát”).
- ¿Cuántos años tienes? ’Hány éves vagy?’ (szó szerint: „Hány éved van?”)
- Tenemos buenos precios ’Jó áraink vannak.’ (szó szerint: „Jó árakat tartunk.”)
- Te tengo una gran sorpresa. ’Van a számodra egy nagy meglepetésem’ (szó szerint: „Tartok neked egy nagy meglepetést.”
- Por fin te tenemos. ’Végre itt vagy nekünk.’ (szó szerint: „Végre tartunk téged.”)
- ¿Qué tienes? ’Mi a bajod?’ (szó szerint: „Mid van?”)

Amint látható tehát, a tener igét az alany, vagyis a birtokos személye szerint ragozzák, nem pedig a birtok száma (és személye) szerint, ahogy a magyarban.

## Külső hivatkozások
- (spanyolul) Real Academia Española
- (spanyolul) Diccionario de la lengua española (DRAE)
- (spanyolul) Diccionario panhispánico de dudas (DPD) Archiválva 2009. február 17-i dátummal a Wayback Machine-ben